# Matt Grimes
Matthew « Matt » Jacob Grimes, né le 25 juillet 1995 à Exeter, est un footballeur anglais qui évolue au poste de milieu de terrain à Coventry City.

## Biographie

### Exeter City
Né à Exeter, en Angleterre, Matt Grimes intègre l'académie du club de sa ville natale, l'Exeter City Football Club, et signe son premier contrat professionnel avec le club en avril 2013. Grimes fait ses débuts avec le club, en quatrième division anglaise, le 17 août 2013 lors d'une victoire deux buts à zéro face à l'Association Football Club Wimbledon, à St James' Park. En février 2014, l'entraîneur d'Exeter City, Paul Tisdale, décrit Grimes comme le meilleur jeune joueur qu'il ait vu depuis huit ans. Le 18 avril, Grimes marque son premier but en tant que professionnel face au Chesterfield Football Club, sur un coup franc dévié. Grimes remporte le prix de meilleur joueur d'Exeter City de la saison 2013-2014 et exprime sa volonté de continuer avec son club formateur, malgré l'intérêt de nombreux clubs de Premier League.
Matt Grimes réalise un bon début de saison 2014-2015 et marque quatre buts, dont trois sur coups francs. En janvier 2015, il est transféré au Swansea City Association Football Club. Malgré son départ d'Exeter, Grimes intègre à la fin de la saison 2014-2015, l'équipe de l'année de quatrième division.

### Swansea City et après
Le 2 janvier 2015, Matt Grimes rejoint le Swansea City Association Football Club, club de première division anglaise, pour une somme estimée à 1,75 million de livres, battant ainsi le record de vente d'Exeter City,. Grimes joue son premier match avec l'équipe de jeunes du club, le 27 janvier, lors d'une victoire deux buts à un face aux jeunes du Queens Park Rangers Football Club. Le 1er février, Grimes est pour la première fois remplaçant avec l'équipe première du club, mais n'entre pas en jeu face au Southampton Football Club. Il joue son premier match de Premier League le 4 avril 2015, en remplaçant Jonjo Shelvey en toute fin de match contre le Hull City Association Football Club. Matt Grimes marque son premier but pour les Swans face au York City Football Club en coupe de la Ligue anglaise, le 25 août.

### Prêts
Le 13 février 2016, Grimes rejoint le Blackburn Rovers Football Club sous forme de prêt, jusqu'à la fin de la saison 2015-2016. Le 7 juillet 2016, après une dizaine de matchs joués en Championship, il est prêté à Leeds United pour la saison 2016-2017. Il rejoint ainsi son ancien entraîneur au Swansea City Association Football Club, Garry Monk.
Le 18 août 2017, il est prêté à Northampton Town.
Le 31 janvier 2025, il rejoint Coventry City.

## En sélection
| Saison                | Club                    | Championnat           | Championnat | Championnat | Coupe(s) nationale(s) | Coupe(s) nationale(s) | Total | Total |
| Saison                | Club                    | Division              | M.          | B.          | M.                    | B.                    | M.    | B.    |
| 2013-2014             | Exeter City             | League Two            | 35          | 1           | 2                     | 0                     | 37    | 1     |
| 2014-2015             | Exeter City             | League Two            | 23          | 4           | 2                     | 0                     | 25    | 4     |
| Sous-total            | Sous-total              | Sous-total            | 58          | 5           | 4                     | 0                     | 62    | 5     |
| 2014-2015             | Swansea City            | Premier League        | 2           | 0           | 0                     | 0                     | 2     | 0     |
| 2015-2016             | Swansea City            | Premier League        | 1           | 0           | 3                     | 1                     | 4     | 1     |
| 2015-2016             | Blackburn Rovers (prêt) | Championship          | 13          | 0           | 0                     | 0                     | 13    | 0     |
| Sous-total            | Sous-total              | Sous-total            | 16          | 0           | 3                     | 1                     | 19    | 1     |
| Total sur la carrière | Total sur la carrière   | Total sur la carrière | 74          | 5           | 7                     | 1                     | 81    | 6     |

## Palmarès

### En sélection
Matt Grimes remporte le Tournoi de Toulon en 2016 avec l'équipe d'Angleterre espoirs.

### Distinction personnelle
- Membre de l'équipe-type de D4 anglaise en 2015.